# Jeanine Behaeghel
Jeanine Behaeghel (1940-1993) was een Belgische grafisch ontwerper, beeldhouwster, schilderes, pastelliste, tekenares en fotografe geboren in Brugge.

## Biografie
Op zestienjarige leeftijd in het jaar 1956 studeerde Behaeghel aan de afdeling 'Sierkunsten' in de Academie voor Schone Kunsten te Brugge. Ze kreeg les van Albert Setola, die haar instrueerde over hoe een motief geïnterpreteerd kan worden. Verder kreeg ze ook les van Setola's zijn collega's: De Jaegher en Van Houtryve. Haar eerste kennismaking met de wereld van de filosofie kreeg ze door Van Houtryve, hij leerde haar hoe nauw de werelden van zowel het geestelijke als het materiële met elkaar verbonden waren, en dat fantasieën ook een eigen leven leiden. In 1959 studeerde ze hier af.
Vanaf 1959 tot en met 1962 koos ze ervoor om te studeren aan de Staatliche Kunstakademie te Düsseldorf. Hier onderwees Prof. Walter Breker haar aan de afdeling van 'Angewandte Graphik', die haar nieuwe inzichten gaf in het vakgebied. Hoofdzakelijk gaf hij Jeanine les over het motief, met als einddoel zoveel mogelijk vormen te elimineren en abstraheren om zo tot een pure essentie te komen.
Prof. Dr. Hans Schwippert was de directeur van deze school, ook hier kwam Behaeghel vaak mee in contact. Hij gaf haar kijk op zijn eigen visie over de kunst. Hij sprak haar aan over zijn studies die gepubliceerd waren onder de titel: 'Ratio und Emotion' (1969).
In het jaar 1965 ging ze nog één jaar in opleiding aan het Royal College of Art in Londen onder leiding van Prof. Richard Guyatt. Deze opleiding beviel haar niet. Zes maanden later stopte ze met de opleiding en verhuisde ze terug naar Brugge.
Tussen 25 oktober 2019 en 16 februari 2020 kreeg ze erkenning op de tentoonstelling 'Off the Grid' die Belgische ontwerpers tussen de jaren '60 en '70 terug op de kaart zetten. Jeanine overleed op 7 mei 1993 in Brugge.

## Stijl
De stijlen die Jeanine heeft uitgeoefend doorgaans haar levensloop, heeft zich in verschillende kunstvormen geuit en kan men het best onderverdelen in drie categorieën:
1. Met als eerste categorie haar tijd als 'graficus'. Deze hield zich voornamelijk bezig met het motief, die kon ontstaan door toeval: ongeremde lineaire tekeningen aangebracht door onder andere markers die zich dynamisch manifesteerden op een papier. Ze hield zich op dit moment nog niet bezig met driedimensionale werken of schildermediums.[3]
2. Als tweede categorie kan men voornamelijk spreken over haar artistieke zoektocht, dit resulteerde uiteindelijk voornamelijk in 'schilderen'. Voorafgaand kwam ze in aanraking met tal van nieuwe technieken o.a.: de batiktechniek en naaimethodes. Ook testte ze een aantal nieuwe materialen uit en bekeek hoe het zich kon uitten op een medium. Ze gebruikte materialen als: gouache, olie, waskrijt, aquarel en viltstift. Hierna bestudeerde ze grondig hoe elke techniek tevoorschijn kwam. Losse spontane vlekken, lijnen en kleuren maakten allemaal deel uit van dit onderzoek. Deze verschillende technieken combineerde ze ook vaak in één werk, dat uitte zich in een expressieve, uiteenlopende schets. Het echte werk begon pas na de schets. De verf bracht haar naar het eerste schilderwerk. De wit-grijze verf werd bijna transparant aangebracht. Met als resultaat werd er zeer explosief, vormelijk en figuratief geschilderd.
3. Ten derde gaf Behaeghel de schilderkunst een wuif en wende haar toe naar de wereld van de derde dimensie: de 'beeldhouwkunst'. Deze sculpturen vervaardigde ze uit hout, marmer of brons. Ook hier ziet men de uitgepuurde, dynamische vormen in terug. Het lijkt dat de beelden een soort van herkenning geven, al is het vaak moeilijk te verklaren over wat het precies gaat.

Jeanine is vrijwel altijd instinctief te werk gegaan, ze lokte weliswaar het 'toeval' uit. Haar werk ontstond niet uit één deel, maar mondde zich uit in enorm veel vertakkingen van werken die allemaal wel iets met elkaar te maken hadden. Haar methodiek bestond uit het voortdurend, experimenteel schetsen, zoekend naar een uitgepuurde vorm. Typisch aan haar schetsen zijn de lijnenlasso's, die zich zwierig voortbewegen. Uiteindelijk moesten deze schetsen zich herleiden naar geabstraheerde werken. Deze handelswijze was vrijwel gedurende haar levensjaar van dezelfde aanpak.
Als besluit blijkt dat haar werkmethode echter onveranderd bleef, het was eerder een verplaatsing naar een andere een kunstvorm.

## Werk

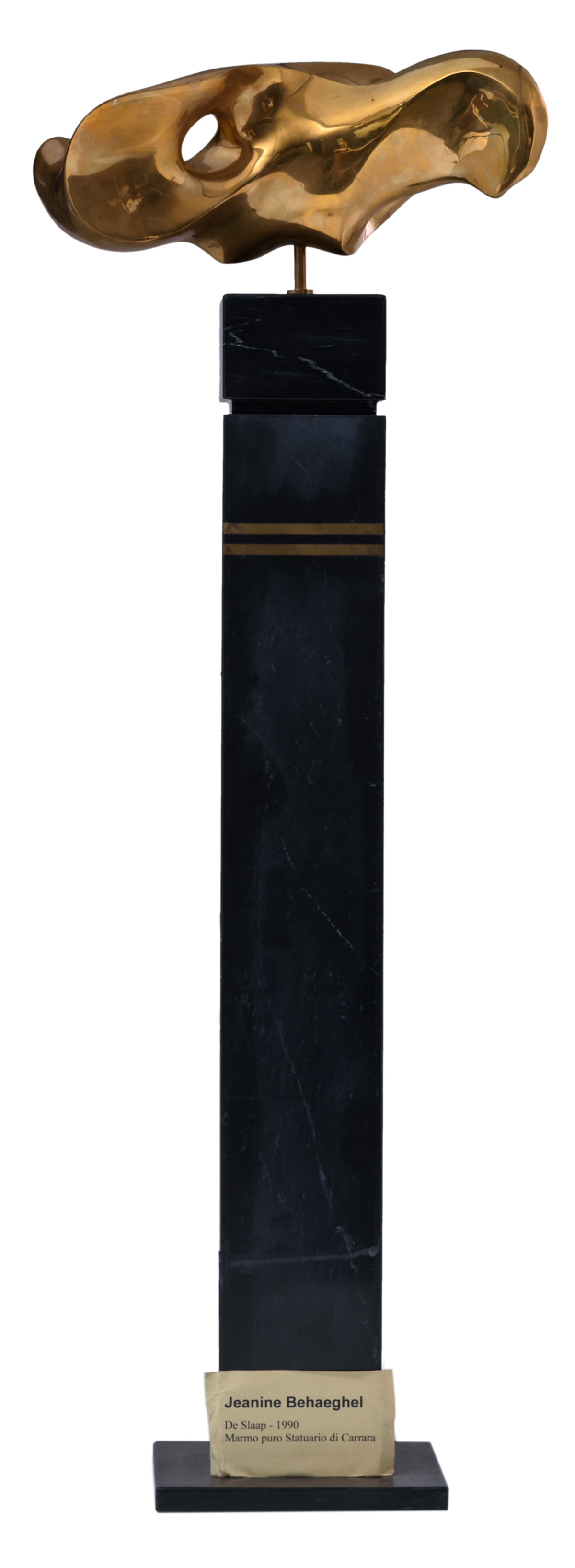
Behaeghel J., De slaap, gepolijst en gepatineerd brons op een zwart belge marmer met messing inleg, N° 1/5, H 137 cm, vrijgegeven door het veilinghuis Carlo Bonte Auctions te Brugge.

Jeanine had een wisselvallige carrière, die zich uitte in verschillende disciplines. Haar meest actieve periode was rond de jaren 60, toen bewoog ze zich voort in de Brugse 'art-scene' van die tijd. De stichting van de Korrekelder in het jaar 1961, speelde hier in haar voordeel. Samen met de directie, de theaterbouwer Theo Otto en decorontwerper Thomas Richter, bedacht ze een concept uit voor de Korrekelder. Ze ontwierp hiervoor haar bekende embleem de 'Korrevis' en maakte verder nog vele affiches voor toneelopvoeringen die hier plaatsvonden. Dit zijn dan ook een van de meest bekende werken die men er vandaag nog van haar kan bewonderen.
Naast tal van ontwerpen voor de Korrekelder koos Behaeghel ervoor om ook zelfstandig aan de slag te gaan als grafisch ontwerper. Voor haar persoonlijk werk maakte ze ontwerpen voor bedrijven onder de zogenaamde stijl 'House-Style-design'. Spijskaarten, affiches, toneelprogramma's, advertenties, geboortekaarten en boekomslagen werden vaak in productie genomen. In 1973 stopte ze met deze praktijk, mede door het overlijden van haar 3-jarig zoontje, Thomas. Dit bracht haar tot het besluit om alles over een heel andere boeg te gooien. Dit was de start van een eindeloze zoektocht naar nieuwe technieken, vormen, materialen en stijlen die zich in vele experimenten mochten uitten. Hier kwamen nieuwe kunstvormen aan de oppervlakte zoals de schilderkunst en beeldhouwen.
In 1962 vond haar eerste individuele tentoonstelling plaats in het Huidevettershuis te Brugge.
In 1983 tijdens haar schilderperiode, toonde ze haar nieuw werk in 't Leerhuys te Brugge. Hier werden de eerste schilderijen getoond, die voor de toeschouwers eerder nog onbekend waren. Dit liet een nieuwe, verrassende vertaling zien van haar eerder werk. Hierbij had ze enkele schetsboeken getoond die illustreerden hoe spontaan Behaeghel nog steeds te werk ging. Haar kracht ontstond in het uitpuren van de chaotische schetsmatige lijnvoering, die na verder proces werd herleid tot iets figuratief. Dit keer werd het eindproduct vertaald in een schilderij.
In 1990 ontwierp Jeanine de trofee voor het 3de Hansa-tornooi in Brugge met de volgende beeldhouwwerken met als titels: 'De Slaap' en 'Penelope'.
Het jaar 1992 werd een succesvol jaar, hier werden drie van haar beelden uitgereikt in de 'Competition of the tidiest City in the European Year of Tourism'.
In 1992 heeft het stadsbestuur van Brugge twaalf werken van Behaeghel aangekocht als aanwinst voor het Steinmetzkabinet. Deze werden ook opgehangen in de hallen van de openbare stedelijke bibliotheek de Biekorf.

### Affiches voor de Korrekelder[7]
- De boezoems, (1972),
- Laat het geen zomer worden, (1971)
- Julien Schoenaerts in De Huisbewaarder van Harold Pinter, (1969)
- Lady Godiva, (1967)
- Helena of de levensvreugde, (1966)
- Je weet niet hoe?, (1965)
- Het begon in het Paradijs, (1963)
- Tragische klucht van de stoelen, (1962)
- Omdat ik van je hou volg ik samen met jou een cursus voor verloofden

### Beeldhouwwerken
- Bevrijd, (1989)
- Doorzien, (1989)
- Brandpunt, (1989)
- Geborgen, (1989)
- Openbloeien, (1989)
- Oorsprong, (1989)
- Paar-zijn, (1989)
- Naiade, (1992)
- De Slaap, (1990)
- Penelope, (1990)

### Tentoonstellingen
- 1983: tentoonstelling in 't Leerhuys te Brugge
- 1985: 'Plastische Stenogrammen'
- 1987: tentoonstelling in het Oud Stadhuis te Blankenberge
- 2019-2020: Een aantal werken in de retrospectieve tentoonstelling 'Off the Grid' , Design Museum, Gent